# Хотин (Дубенський район)
Хоти́н — село в Україні, у Крупецькій сільській громаді Дубенського району Рівненської області. Населення становить 846 осіб.

## Географія
Селом тече річка Хотін.

## Історія
У 1906 році село Теслугівської волості Дубенського повіту Волинської губернії. Відстань від повітового міста 45 верст, від волості 5. Дворів 130, мешканців 856.
7 (20) листопада 1917 року, відповідно до Третього Універсалу Української Центральної Ради, увійшло до складу Української Народної Республіки.
12 червня 2020 року, відповідно до розпорядження Кабінету Міністрів України № 722-р від «Про визначення адміністративних центрів та затвердження територій територіальних громад Рівненської області», увійшло до складу Крупецької сільської громади Радивилівського району.
19 липня 2020 року, в результаті адміністративно-територіальної реформи та ліквідації Радивилівського району, село увійшло до складу Дубенського району.

## Символіка
Символи — герб, хоругву (прапор) та гімн затверджені рішенням сесії Хотинської сільської № 165 від 02.02.2018 року. Автори проєктів: Ю. Терлецький, Н. Мельник, В. Гонтар, А. Тимошейко.
Герб: щит розділений навкіс із лівого верхнього кута до правого нижнього срібною хвилястою смугою, яка символізує річку Рудку. Червона частина герба і срібний лапчастий хрест — приналежність до історичної Волині та Покровського храму. Срібний спис та золота козацька люлька на зеленому полі — пам'ять про видатного вченого-археолога Ігоря Кириловича Свєшнікова, сім'я якого проживала в селі Хотин. Зелений колір — символ лісів та навколишньої природи. Золотий — сільського господарства. Герб прикрашений декоративним картушем, який увінчаний золотою сільською короною з колосків, що вказує на статус населеного пункту.
Хоругва (прапор): квадратне полотнище, від древка до центру відходить червоний клин із срібним хрестом верхня частина якого золота, нижня — зелена. Хоругва несе у собі кольори та елементи герба.

## Пам'ятки
Неподалік від села розташоване заповідне урочище «Яценькове озеро».

## Відомі люди
У різні часи тут жили і працювали письменники Ростислав Солоневський і Степан Бабій, археолог, доктор історичних наук Ігор Свєшніков.
Про село у «Кінармійському щоденнику» писав Ісаак Бабель.
У вивченні історії села — значний вклад краєзнавця Надії Мельник.